# Liste der Fliessgewässer im Flusssystem Riedbach (Eulach)
Die Liste der Fliessgewässer im Flusssystem Riedbach umfasst alle direkten und indirekten Zuflüsse des Riedbachs, soweit sie namentlich im GIS-Browser Kanton Zürich aufgeführt werden. Andere Quellwerke werden separat in den Einzelnachweisen dokumentiert. Wenn sich nach dem Zusammenfluss zweier Gewässerabschnitte der Gewässername ändert, werden die beiden Zuflüsse als Quellzuflüsse separat angeführt, ansonsten erscheint der Teilbereichsname in Klammern. Namenlose Zuläufe und Abzweigungen werden nicht berücksichtigt. Die Längenangaben werden auf eine Nachkommastelle gerundet. Die Fliessgewässer werden jeweils flussabwärts aufgeführt. Die orografische Richtungsangabe bezieht sich auf das direkt übergeordnete Gewässer. Teilflusssysteme mit mehr als 20 Fliessgewässern sind in eine eigene Liste ausgelagert (→ Flusssystem).

## Riedbach
Der Riedbach ist ein 7,8 km langer rechter Zufluss der Eulach im Schweizer Kanton Zürich.

## Zuflüsse
Die direkten und indirekten Zuflüsse jeweils bachabwärts. Namen und Länge der Fliessgewässer in Kilometer (km) (gerundet auf eine Nachkommastelle) nach dem Geoinformationssystem des Kantons Zürich, die Grösse des Einzugsgebiets in Quadratkilometer (km²) (gerundet auf zwei Nachkommastellen) und der Mittlere Abfluss (MQ) in Liter pro Sekunde (l/s) nach dem  Geoserver der Schweizer Bundesverwaltung.
- Haldenbach (rechts), 0,1 km
- Obertannenbach (links), 0,9 km
  - Brunnenbächli (links), < 0,1 km
- Grütforenbächli (links), 0,1 km
- Mülihaldenbach (links), 0,4 km
- Weierwisbach (rechts), 0,2 km
- Lättenbach (Lättenhölzlibach[4]), 0,3 km
- Juchbach (rechts), 0,6 km
- Bachtobelgraben (links), 2,2 km, 1,42 km²
  - Bucherbach (rechts), 0,6 km
  - Altschmattbach (links), 0,4 km
- Seelackergraben (rechts), 1,0 km
- Wiesendanger Dorfbach (Chrebsbach[5], Nübandholzbach[4]) (links), 2,5 km
- Nägeliseegraben (links), 0,2 km
  - Brugggraben (rechts), 0,2 km
- Schlossbach (links), 0,6 km
- Eichwaldgraben (rechts), 0,9 km
  - Schorenbach (Schorengraben) (rechter Quellbach, Nebenstrang), 0,7 km
  - Rietgraben (linker Quellbach, Hauptstrang), 0,1 km[6]
- Zinzikerbach (rechts), 0,9 km

## Flusssystem Eulach
- Fliessgewässer im Flusssystem Eulach